# María Baxa
María Baxa (Osijek, 15 de abril de 1946-Belgrado, 14 de noviembre de 2019) fue una actriz y arquitecta yugoslava e italiana.

## Biografía
Baxa hizo su debut cinematográfico en Hasta los boxeadores van al cielo, luego se mudó a Italia donde se convirtió en una estrella popular en el cine de género italiano, especialmente en comedia sexy italiana. En la década de los setenta trabajó al lado de cómicos como Lando Buzzanca o Aldo Maccione, entre muchos otros.
A fines de la década de 1980, Baxa dejó el mundo del espectáculo para ser arquitecta.

## Filmografía
- 1967, Hasta los boxeadores van al cielo
- 1971,  Una hermosa familia, dirigida por Giovanni Grimaldi
- 1972, The Mighty Anselmo and His Squire
- 1972, Boccaccio
- 1972, Turín Negro
- 1976, Sex with a Smile II
- 1977, Per amore di Poppea
- 1978, Deadly Chase
- 1978, Gegè Bellavita
- 1978, Candido Erótico
- 1978, Settimo anno, serie de televisión
- 1979, Gardenia
- 1982, Cyclops
- 1984, Strangler vs. Strangler
- 1988, Los días del diablo, dirigida por Pasquale Squitieri.
- 1968, Il circolo Pickwick
- 2012, Brija, dirigida por Luka Rukavina, cortometraje.